# Microterys tianchiensis
Microterys tianchiensis är en stekelart som beskrevs av Xu 2002. Microterys tianchiensis ingår i släktet Microterys och familjen sköldlussteklar. Inga underarter finns listade i Catalogue of Life.